# Hôpital de Ville-Évrard
L'hôpital de Ville-Évrard est un hôpital psychiatrique situé à Neuilly-sur-Marne, en Seine-Saint-Denis, en France.

## Histoire
L’Établissement public de santé de Ville-Évrard est un établissement spécialisé en santé mentale. 
C'est le département de la Seine qui a successivement ouvert sur le domaine de Ville-Évrard à Neuilly-sur-Marne (précédemment en Seine-et-Oise) un premier asile en 1868 destiné aux aliénés indigents de l'est de Paris, puis en 1875 une maison de santé pour les patients plus aisés, et enfin en 1900 un second asile. 
Le premier asile, la maison de santé puis d'autres extensions ont constitué l'établissement public de santé de Ville-Évrard, le second asile l'établissement de Maison Blanche.
Dans les années 1970 l'établissement de Ville-Évrard a comporté jusqu'à 2 000 lits d’hospitalisation sur le site de Neuilly-sur-Marne. Aujourd'hui il ne dispose plus que de 400 lits d'hospitalisation, dont un tiers sont implantés dans d'autres villes. 
Ville-Évrard est aussi le nom du lieu, un domaine qui a appartenu entre autres à Philippe le Bel et à un général d'Empire, François-Xavier Donzelot.
L'hôpital est partiellement inscrit au titre des monuments historiques par arrêté du 9 octobre 1996.

## Activité de l’institution
L'établissement dessert aujourd'hui 33 communes du département soit une population d’1,6 million d'habitants. Son activité clinique est sectorisée avec 15 secteurs de psychiatrie générale pour les populations adultes et 3 intersecteurs de psychiatrie infantojuvénile.
Chaque secteur offre sur son territoire une structure de consultation (centre médico-psychologique) et au moins une structure alternative à l'hospitalisation temps plein, qui peut être un hôpital de jour, ou bien un centre d'accueil thérapeutique à temps partiel. Certains secteurs proposent également des formules de prise en charge hors les murs comme l'hospitalisation à domicile, l'accueil familial thérapeutique ou les appartements thérapeutiques. Enfin quelques équipes de secteur assurent une activité dans les hôpitaux généraux et dans des structures destinées à la prise en charge des crises.
Pour l'hospitalisation temps plein, l'établissement dispose de plusieurs sites à Aubervilliers, à Bondy, à Saint-Denis et à Neuilly-sur-Marne, ce qui permet à plus de la moitié des secteurs d'hospitaliser ses patients sur leur territoire ou à proximité. Seule la prise en charge des patients au long cours est encore majoritairement assurée sur le site de Neuilly-sur-Marne dans des structures cosectorielles. La capacité d'hospitalisation temps plein est au total de 402 lits[réf. souhaitée]. 
Quelques secteurs ont développé des prises en charge ciblées : personnes âgées, précaires, ou adolescents.
Traduction de cette diversité de pratiques de prise en charge, le nombre d'activités, de structures et de lieux d'intervention par équipe de secteur adulte peut varier de 3 à 7. Au total, l'établissement gère 66 sites actifs sur le département, 90 unités de soins et 765 lits et places (hospitalisation temps plein et hospitalisation de jour).
En termes d'activité, la file active de l'établissement avoisine depuis plusieurs années les 30 000 patients, 31 500 en 2007 ce qui représente de 800 à 2 500 patients pour les secteurs de psychiatrie générale à 1 300 à 3 600 patients pour les secteurs infanto-juvéniles. La file active des hospitalisations temps plein en 2007 est de 4 000 patients, celle de l'hospitalisation de jour de 4 100 patients et celle des CATTP de 3 100 patients. Près de 80 % des patients des secteurs de psychiatrie générale sont suivis exclusivement en ambulatoire et/ou à temps partiel, proportion qui atteint les 97 % pour les secteurs de psychiatrie infantojuvénile.
Sur le plan des moyens, l'établissement emploie 2 340 personnes ce qui représente 2 213 équivalents temps plein et dispose d'un budget de 133 M€.
L'EPS gère également deux écoles et depuis 2006 une maison d'accueil spécialisée. L'institut de formation en soins infirmiers accueille 200 étudiants, l'institut de formation des cadres de santé 30 professionnels, la maison d'accueil spécialisée 30 résidents.

Logo de l'hôpital de Ville-Évrard

## Usagers
La population desservie par l'hôpital, en 2000 était, pour les adultes, de 810 285 patients, et, pour les enfants, de 240 300.
| Durée                     | < 48 h | 2–7 j | 8–14 j | 15–29 j | 30–89 j | 90–179 j | 180–365 j (> 6 m) |
| Nombre d'hospitalisations | 19 %   | 37 %  | 19 %   | 13 %    | 9 %     | 2 %      | 1 %               |

## Quelques célébrités liées à l'hôpital

### Médecins, infirmiers et psychologues
- Robert Barande, psychiatre.
- Paul Brousse, médecin.
- Françoise Cloarec, psychologue.
- Didier Destal, psychiatre.
- Olivier Douville, psychologue.
- Sven Follin, psychiatre.
- Paul Guiraud, psychiatre.
- Raymond-Michel Haas, psychiatre.
- Paul Maurice Legrain, psychiatre.
- Jacques Lesage de La Haye, psychologue.
- Sonn Mam, psychiatre.
- Stéphane Nadaud, psychiatre.
- André Roumieux, infirmier.
- Françoise Sironi, psychologue.
- Paul Sivadon, psychiatre.
- Jean Stephan, infirmier.
- Joseph Rogues de Fursac, médecin
- Joseph Capgras, médecin

### Patients
- Camille Claudel du 10 mars 1913 au 12 février 1915[2].
- Le père Komitas de 1919 à 1922.
- Salih Gourdji, père de Françoise Giroud, y est mort en 1927[3].
- Antonin Artaud, du 22 février 1939 au 22 janvier 1943[4].

## Filmographie
- 1994 : L'Eau froide d'Olivier Assayas : quelques scènes y ont été tournées (sources : générique et L2TC).
- 2004 : Rois et Reine d'Arnaud Desplechin : le personnage d'Ismaël (Mathieu Amalric) y est enfermé.
- 2006 : Ne le dis à personne réalisé par Guillaume Canet : quelques scènes y ont été tournées (sources : générique et L2TC).
- 2009 : Matricule 262 602, d'Alexandre Deschamps et Nicolas Droin : sur le séjour d'Antonin Artaud à Ville-Evrard[5] (40 min).
- 2019 : Marianne (série française), Netflix : tournage pour l'ancienne école abandonnée.
- 2022 : 5 Histoires flippantes, volume 3 (vidéo) : tournage pour la chaîne YouTube de McFly et Carlito.